# Liste des porte-drapeaux à la cérémonie d'ouverture des Jeux olympiques d'été de 2020
La liste ci-dessous répertorie les porte-drapeaux présents lors de la parade des nations de la cérémonie d'ouverture des Jeux olympiques d'été de 2020 au Nouveau stade olympique national à Tokyo au cours de l'année 2021. Au cours de ce défilé, les athlètes de chacun des comités nationaux olympiques participants effectuent leur marche précédés du drapeau de leur pays, brandi par le porte-drapeau choisi par leur délégation.

## Ordre du défilé

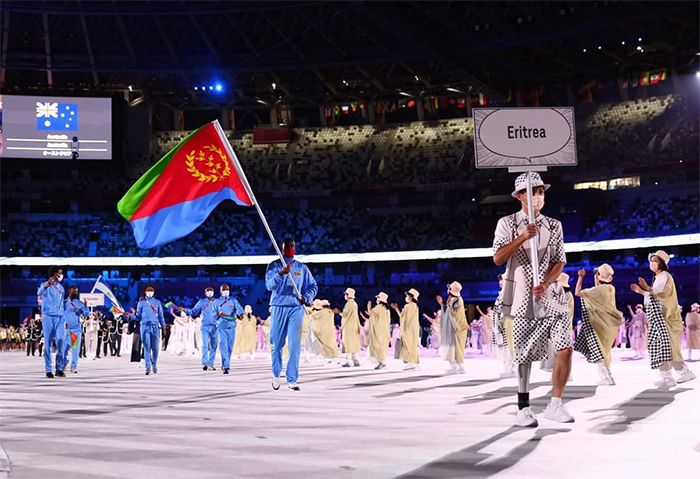
Délégation de l'Érythrée à la parade des Nations.

Cette liste est classée dans l'ordre dans lequel les délégations nationales vont défiler. Conformément à la tradition, la délégation ouvrant la marche est celle de la Grèce, en sa qualité de pays fondateur des Jeux olympiques, et la dernière, clôturant la parade, est celle du pays hôte, ici le Japon. Comme toujours, les autres comités nationaux défilent dans l'ordre alphabétique de la langue de la nation organisatrice, en l'occurrence le japonais.
Cependant, le CIO a ajouté plusieurs nouveautés
- Pour les pays qui le souhaitent, il est possible d'avoir deux porte-drapeaux, un homme et une femme[2],[3].
- L'équipe des athlètes olympiques réfugiés sera la deuxième nation, après la Grèce.
- Les futurs pays hôtes clôtureront le défilé en avant dernière-position, soit les États-Unis pour les Jeux de Los Angeles 2028, puis la France pour les Jeux de Paris 2024.
- Six athlètes portant le drapeau  du CIO en hommage « à ceux qui ont consacré leur temps et leur talent à venir en aide à leur communauté en ces temps difficiles » liés à la pandémie de Covid-19 : Kento Momota (Asie), Mehdi Essadiq (Afrique), Paula Pareto (Amérique), Paola Egonu (Europe), Elena Galiabovitch (Océanie), Cyrille Fagat Tchatchet III (réfugiés). Le drapeau est ensuite remis à huit habitants de Tokyo qui ont assumé le rôle de "travailleurs essentiels" pendant la pandémie[4]

## Liste des porte-drapeaux
Concernant la possibilité de chosir deux porte-drapeaux, quatorze nations ont choisi un homme seulement (les Émirats arabes unis, l'Éthiopie, Oman, Samoa, Djibouti, le Suriname, le Tadjikistan, Vanuatu, les Bermudes, le Bangladesh, Brunei, le Mali, la Mauritanie et la Libye), et cinq une femme seulement (le Cameroun, la Guinée-Bissau, le Congo, Saint-Vincent-et-Grenadines, Trinité-et-Tobago).
Quelques nations n'étaient pas représentées par des athlètes : la Guinée, la Tanzanie, le Myanmar et le Lesotho; leurs drapeaux étaient alors portés par des volontaires.
| Ordre | Pays                             | Nom en japonais                                            | Porte-drapeau masculin          | Porte-drapeau masculin | Porte-drapeau féminin          | Porte-drapeau féminin |
| Ordre | Pays                             | Nom en japonais                                            | Sportif                         | Discipline             | Sportive                       | Discipline            |
| ----- | -------------------------------- | ---------------------------------------------------------- | ------------------------------- | ---------------------- | ------------------------------ | --------------------- |
| 1     | Grèce                            | ギリシャ (Girisha)                                         | Eleftherios Petrounias          | Gymnastique            | Ánna Korakáki                  | Tir                   |
| 2     | Équipe olympique des réfugiés    | 難民オリンピック選手団 (Nanmin Orinpikku Senshudan)        | Tachlowini Gabriyesos           | Athlétisme             | Yusra Mardini                  | Natation              |
| 3     | Islande                          | アイスランド (Aisurando)                                   | Anton McKee                     | Natation               | Snæfríður Jórunnardóttir       | Natation              |
| 4     | Irlande                          | アイルランド (Airurando)                                   | Brendan Irvine                  | Boxe                   | Kellie Harrington              | Boxe                  |
| 5     | Azerbaïdjan                      | アゼルバイジャン (Azerubaijan)                             | Rustam Orujov                   | Judo                   | Farida Azizova                 | Taekwondo             |
| 6     | Afghanistan                      | アフガニスタン (Afuganisutan)                              | Farzad Mansouri                 | Taekwondo              | Kimia Yousofi                  | Athlétisme            |
| 7     | Émirats arabes unis              | アラブ首長国連邦 (Arabu Shuchōkoku Renpō)                  | Yousuf Almatrooshi              | Natation               | NC                             | NC                    |
| 8     | Algérie                          | アルジェリア (Arujeria)                                    | Mohamed Flissi                  | Boxe                   | Amel Melih                     | Natation              |
| 9     | Argentine                        | アルゼンチン (Aruzenchin)                                  | Santiago Lange                  | Voile                  | Cecilia Carranza               | Voile                 |
| 10    | Aruba                            | アルバ (Aruba)                                             | Mikel Schreuders                | Natation               | Allyson Ponson                 | Natation              |
| 11    | Albanie                          | アルバニア (Arubania)                                      | Briken Calja                    | Haltérophilie          | Luiza Gega                     | Athlétisme            |
| 12    | Arménie                          | アルメニア (Arumenia)                                      | Hovhannes Bachkov               | Boxe                   | Varsenik Manycharyan           | Natation              |
| 13    | Angola                           | アンゴラ (Angora)                                          | Matias Montinho                 | Voile                  | Natália Bernardo               | Handball              |
| 14    | Antigua-et-Barbuda               | アンティグア・バーブーダ (Antigua Bābūda)                  | Cejhae Greene                   | Athlétisme             | Samantha Roberts               | Natation              |
| 15    | Andorre                          | アンドラ (Andora)                                          | Pol Moya                        | Athlétisme             | Mònica Dòria                   | Canoë-kayak           |
| 16    | Yémen                            | イエメン (Iemen)                                           | Ahmed Ayash                     | Judo                   | Yasameen Al Raimi              | Tir                   |
| 17    | Israël                           | イスラエル (Isuraeru)                                      | Yakov-Yan Toumarkin             | Natation               | Hanna Knyazyeva-Minenko        | Athlétisme            |
| 18    | Italie                           | イタリア (Itaria)                                          | Elia Viviani                    | Cyclisme               | Jessica Rossi                  | Tir                   |
| 19    | Irak                             | イラク (Iraku)                                             | Mohammed Al-Khafaji             | Aviron                 | Fatimah Abbas Waheeb Al-Kaabi  | Tir                   |
| 20    | Iran                             | イラン・イスラム共和国 (Iran Isuramu Kyōwakoku)            | Samad Nikkhah Bahrami           | Basket-ball            | Hanieh Rostamian               | Tir                   |
| 21    | Inde                             | インド (Indo)                                              | Manpreet Singh                  | Hockey sur gazon       | Mary Kom                       | Boxe                  |
| 22    | Indonésie                        | インドネシア (Indoneshia)                                  | Rio Waida                       | Surf                   | Nurul Akmal                    | Haltérophilie         |
| 23    | Ouganda                          | ウガンダ (Uganda)                                          | Shadiri Bwogi                   | Boxe                   | Kirabo Namutebi                | Natation              |
| 24    | Ukraine                          | ウクライナ (Ukuraina)                                      | Bohdan Nikishyn                 | Escrime                | Olena Kostevych                | Tir                   |
| 25    | Ouzbékistan                      | ウズベキスタン (Uzubekisutan)                              | Bakhodir Jalolov                | Boxe                   | Nigora Tursunkulova            | Taekwondo             |
| 26    | Uruguay                          | ウルグアイ (Uruguai)                                       | Bruno Cetraro                   | Aviron                 | Déborah Rodríguez              | Athlétisme            |
| 27    | Grande-Bretagne                  | 英国 (Igirisu)                                             | Mohamed Sbihi                   | Aviron                 | Hannah Mills                   | Voile                 |
| 28    | Îles Vierges britanniques        | 英領バージン諸島 (Igirisuryō Bājin Shotō)                  | Kyron McMaster                  | Athlétisme             | Elinah Phillip                 | Natation              |
| 29    | Équateur                         | エクアドル (Ekuadoru)                                      | Julio Castillo                  | Boxe                   | Alexandra Escobar              | Haltérophilie         |
| 30    | Égypte                           | エジプト (Ejiputo)                                         | Alaaeldin Abouelkassem          | Escrime                | Hedaya Wahba                   | Taekwondo             |
| 31    | Estonie                          | エストニア (Esutonia)                                      | Tõnu Endrekson                  | Aviron                 | Dina Ellermann                 | Équitation            |
| 32    | Eswatini                         | エスワティニ (Esuwatini)                                   | Thabiso Dlamini                 | Boxe                   | Robyn Young                    | Natation              |
| 33    | Éthiopie                         | エチオピア (Echiopia)                                      | Abdelmalik Muktar               | Natation               | NC                             | NC                    |
| 34    | Érythrée                         | エリトリア (Eritoria)                                      | Ghirmai Efrem                   | Natation               | Nazret Weldu                   | Athlétisme            |
| 35    | Salvador                         | エルサルバドル (Erusarubadoru)                             | Enrique Arathoon                | Voile                  | Celina Márquez                 | Natation              |
| 36    | Australie                        | オーストラリア (Ōsutoraria)                                | Patrick Mills                   | Basket-ball            | Cate Campbell                  | Natation              |
| 37    | Autriche                         | オーストリア (Ōsutoria)                                    | Thomas Zajac                    | Voile                  | Tanja Frank                    | Voile                 |
| 38    | Oman                             | オマーン (Omān)                                            | Issa Al-Adawi                   | Natation               | NC                             | NC                    |
| 39    | Pays-Bas                         | オランダ (Oranda)                                          | Churandy Martina                | Athlétisme             | Keet Oldenbeuving              | Skateboard            |
| 40    | Ghana                            | ガーナ (Gāna)                                              | Sulemanu Tetteh                 | Boxe                   | Nadia Eke                      | Athlétisme            |
| 41    | Cap-Vert                         | カーボベルデ (Kāboberude)                                  | Jordin Andrade                  | Athlétisme             | Jayla Pina                     | Natation              |
| 42    | Guyana                           | ガイアナ (Gaiana)                                          | Andrew Fowler                   | Natation               | Chelsea Edghill                | Tennis de table       |
| 43    | Kazakhstan                       | カザフスタン (Kazafusutan)                                 | Kamshybek Kunkabayev            | Boxe                   | Olga Rypakova                  | Athlétisme            |
| 44    | Qatar                            | カタール (Katāru)                                          | Mohammed Al Rumaini             | Tir                    | Tala Abujbara                  | Aviron                |
| 45    | Canada                           | カナダ (Kanada)                                            | Nathan Hirayama                 | Rugby à sept           | Miranda Ayim                   | Basket-ball           |
| 46    | Gabon                            | ガボン (Gabon)                                             | Anthony Obame                   | Taekwondo              | Aya Girard de Langlade Mpali   | Natation              |
| 47    | Cameroun                         | カメルーン (Kamerūn)                                       | NC                              | NC                     | Joseph Essombe                 | Lutte                 |
| 48    | Gambie                           | ガンビア (Ganbia)                                          | Ebrima Camara                   | Athlétisme             | Gina Bass                      | Athlétisme            |
| 49    | Cambodge                         | カンボジア (Kanbojia)                                      | Sokong Pen                      | Athlétisme             | Bunpichmorakat Kheun           | Natation              |
| 50    | Macédoine du Nord                | 北マケドニア (Kita Makedonia)                              | Dejan Georgievski               | Taekwendo              | Arbresha Rexhepi               | Judo                  |
| 51    | Guinée                           | ギニア (Ginia)                                             | NC                              | NC                     | NC                             | NC                    |
| 52    | Guinée-Bissau                    | ギニアビサウ (Giniabisau)                                  | NC                              | NC                     | Taciana Cesar                  | Judo                  |
| 53    | Chypre                           | キプロス (Kipurosu)                                        | Milan Trajkovic                 | Athlétisme             | Andri Eleftheriou              | Tir                   |
| 54    | Cuba                             | キューバ (Kyūba)                                           | Mijaín López                    | Lutte                  | Yaimé Pérez                    | Athlétisme            |
| 55    | Kiribati                         | キリバス (Kiribasu)                                        | Ruben Katoatau                  | Haltérophilie          | Kinaua Biribo                  | Judo                  |
| 56    | Kirghizistan                     | キルギス (Kirugisu)                                        | Denis Petrashov                 | Natation               | Kanykeu Kubanychbekova         | Tir                   |
| 57    | Guatemala                        | グアテマラ (Guatemara)                                     | Juan Ignacio Maegli             | Voile                  | Isabella Maegli                | Voile                 |
| 58    | Guam                             | グアム (Guamu)                                             | Joshter Andrew                  | Judo                   | Regine Kate Tugade             | Athlétisme            |
| 59    | Koweït                           | クウェート (Kuuēto)                                        | Talal Alrashidi                 | Tir                    | Lara Dashti                    | Natation              |
| 60    | Îles Cook                        | クック諸島 (Kukku Shotō)                                   | Wesley Tikiariki Roberts        | Natation               | Kirsten Andrea Fisher-Marsters | Natation              |
| 61    | Grenade                          | グレナダ (Gurenada)                                        | Delron Felix                    | Natation               | Kimberly Ince                  | Natation              |
| 62    | Croatie                          | クロアチア (Kuroachia)                                     | Josip Glasnović                 | Tir                    | Sandra Perković                | Athlétisme            |
| 63    | Îles Caïmans                     | ケイマン諸島 (Keiman Shotō)                                | Brett Fraser                    | Natation               | Jillian Crooks                 | Natation              |
| 64    | Kenya                            | ケニア (Kenia)                                             | Andrew Amonde                   | Rugby à sept           | Mercy Moim                     | Volley-ball           |
| 65    | Côte d'Ivoire                    | コートジボワール (Kōtojibuwāru)                            | Cheick Cissé                    | Taekwondo              | Marie-Josée Ta Lou             | Athlétisme            |
| 66    | Costa Rica                       | コスタリカ (Kosutarika)                                    | Ian Sancho Chinchila            | Judo                   | Andrea Vargas                  | Athlétisme            |
| 67    | Kosovo                           | コソボ (Kosobo)                                            | Akil Gjakova                    | Judo                   | Majlinda Kelmendi              | Judo                  |
| 68    | Comores                          | コモロ (Komoro)                                            | Fadane Hamadi                   | Athlétisme             | Amed Elna                      | Athlétisme            |
| 69    | Colombie                         | コロンビア (Koronbia)                                      | Yuberjén Martínez               | Boxe                   | Caterine Ibargüen              | Athlétisme            |
| 70    | République du Congo              | コンゴ (Kongo)                                             | NC                              | NC                     | Natacha Ngoye Akamabi          | Athlétisme            |
| 71    | République démocratique du Congo | コンゴ民主共和国 (Kongo Minshu Kyōwakoku)                  | David Tshama Mwenekabwe         | Boxe                   | Marcelat Sakobi Matshu         | Boxe                  |
| 72    | Arabie saoudite                  | サウジアラビア (Saujiarabia)                               | Husein Alireza                  | Aviron                 | Yasmeen Aldabagh               | Athlétisme            |
| 73    | Samoa                            | サモア (Samoa)                                             | Alex Rose                       | Athlétisme             | NC                             | NC                    |
| 74    | Sao Tomé-et-Principe             | サントメ・プリンシペ (Santome Purinshipe)                  | Buly da Conceicao Triste        | Canöe-kayak            | D'Jamila Tavares               | Athlétisme            |
| 75    | Zambie                           | ザンビア (Zanbia)                                          | Everisto Mulenga                | Boxe                   | Tilka Paljk                    | Natation              |
| 76    | Saint-Marin                      | サンマリノ (Sanmarino)                                     | Myles Amine                     | Lutte                  | Arianna Valloni                | Natation              |
| 77    | ROC                              | ロシアオリンピック委員会 (Roshia Orinpikku Iinkai)         | Maksim Mikhaylov                | Volley-ball            | Sofia Velikaïa                 | Escrime               |
| 78    | Sierra Leone                     | シエラレオネ (Shierareone)                                 | Frederick Harris                | Judo                   | Maggie Barrie                  | Athlétisme            |
| 79    | Djibouti                         | ジブチ (Jibuchi)                                           | Aden-Alexandre Houssein         | Judo                   | NC                             | NC                    |
| 80    | Jamaïque                         | ジャマイカ (Jamaika)                                       | Ricardo Brown                   | Boxe                   | Shelly-Ann Fraser-Pryce        | Athlétisme            |
| 81    | Géorgie                          | ジョージア (Jōjia)                                         | Lasha Talakhadze                | Haltérophilie          | Nino Salukvadze                | Tir                   |
| 82    | Syrie                            | シリア・アラブ共和国 (Shiria Arabu Kyōwakoku)              | Ahmad Saber Hamcho              | Équitation             | Hend Zaza                      | Tennis de table       |
| 83    | Singapour                        | シンガポール (Shingapōru)                                  | Loh Kean Yew                    | Badminton              | Yu Meng Yu                     | Tennis de table       |
| 84    | Zimbabwe                         | ジンバブエ (Jinbabue)                                      | Peter Purcell-Gilpin            | Aviron                 | Donata Katai                   | Natation              |
| 85    | Suisse                           | スイス (Suisu)                                             | Max Heinzer                     | Escrime                | Mujinga Kambundji              | Athlétisme            |
| 86    | Suède                            | スウェーデン (Suwēden)                                     | Max Salminen                    | Voile                  | Sara Algotsson Ostholt         | Équitation            |
| 87    | Soudan                           | スーダン (Sūdan)                                           | Abobakr Abass                   | Natation               | Esraa Mohamed Ahmed Mohamed    | Aviron                |
| 88    | Espagne                          | スペイン (Supein)                                          | Saúl Craviotto                  | Canoë-kayak            | Mireia Belmonte                | Natation              |
| 89    | Suriname                         | スリナム (Surinamu)                                        | Jair Tjon En Fa                 | Cyclisme               | NC                             | NC                    |
| 90    | Sri Lanka                        | スリランカ (Suriranka)                                     | Chammara Dharmawardana          | Judo                   | Milka Gehani de Silva          | Gymnastique           |
| 91    | Slovaquie                        | スロバキア (Surobakia)                                     | Matej Beňuš                     | Canoë-kayak            | Zuzana Štefečeková             | Tir                   |
| 92    | Slovénie                         | スロベニア (Surobenia)                                     | Bojan Tokič                     | Tennis de table        | Eva Terčelj                    | Canöe-kayak           |
| 93    | Seychelles                       | セーシェル (Sēsheru)                                       | Rodney Govinden                 | Voile                  | Felicity Passon                | Natation              |
| 94    | Guinée équatoriale               | 赤道ギニア (Sekidō Ginia)                                  | Benjamin Enzema                 | Athlétisme             | Alba Mbo Nchama                | Athlétisme            |
| 95    | Sénégal                          | セネガル (Senegaru)                                        | Mbagnick Ndiaye                 | Judo                   | Jeanne Boutbien                | Natation              |
| 96    | Serbie                           | セルビア (Serubia)                                         | Filip Filipović                 | Water-polo             | Sonja Vasić                    | Basket-ball           |
| 97    | Saint-Christophe-et-Niévès       | セントクリストファー・ネイビス (Sentokurisutofā Neibisu)   | Jason Rogers                    | Athlétisme             | Amya Clarke                    | Athlétisme            |
| 98    | Saint-Vincent-et-les-Grenadines  | セントビンセント・グレナディーン (Sentobinsento Gurenadīn) | NC                              | NC                     | Shafiqua Maloney               | Athlétisme            |
| 99    | Sainte-Lucie                     | セントルシア (Sentorushia)                                 | Jean-Luc Zephir                 | Natation               | Levern Spencer                 | Athlétisme            |
| 100   | Somalie                          | ソマリア (Somaria)                                         | Ali Idow Hassan                 | Athlétisme             | Ramla Said Ahmed Ali           | Boxe                  |
| 101   | Îles Salomon                     | ソロモン諸島 (Soromon Shotō)                               | Edgar Richardson Iro            | Natation               | Sharon Firisua                 | Athlétisme            |
| 102   | Thaïlande                        | タイ (Tai)                                                 | Savate Sresthaporn              | Tir                    | Naphaswan Yangpaiboon          | Tir                   |
| 103   | Corée du Sud                     | 大韓民国 (Daikanminkoku)                                   | Hwang Sun-woo                   | Natation               | Kim Yeon-koung                 | Volley-ball           |
| 104   | Taipei chinois                   | チャイニーズ・タイペイ (Chainīzu Taipei)                   | Lu Yen-hsun                     | Tennis                 | Kuo Hsing-chun                 | Haltérophilie         |
| 105   | Tadjikistan                      | タジキスタン (Tajikisutan)                                 | Temur Rakhimov                  | Judo                   | NC                             | NC                    |
| 106   | Tanzanie                         | タンザニア連合共和国 (Tanzania Rengō Kyōwakoku)            | NC                              | NC                     | NC                             | NC                    |
| 107   | Tchéquie                         | チェコ共和国 (Cheko Kyōwakoku)                             | Tomáš Satoranský                | Basket-ball            | Petra Kvitová                  | Tennis                |
| 108   | Tchad                            | チャド (Chado)                                             | Bachir Ahmat Mahamat            | Judo                   | Demos Memneloum                | Judo                  |
| 109   | République centrafricaine        | 中央アフリカ共和国 (Chūō Afurika Kyōwakoku)                | Francky Mbotto                  | Athlétisme             | Chloé Sauvourel                | Natation              |
| 110   | Chine                            | 中華人民共和国 (Chūka Jinmin Kyōwakoku)                    | Zhao Shuai                      | Taekwondo              | Zhu Ting                       | Volley-ball           |
| 111   | Tunisie                          | チュニジア (Chunishia)                                     | Mehdi Ben Cheikh                | Volley-ball            | Inès Boubakri                  | Escrime               |
| 112   | Chili                            | チリ (Chiri)                                               | Marco Grimalt                   | Volley-ball            | Francisca Crovetto             | Tir                   |
| 113   | Tuvalu                           | ツバル (Tsubaru)                                           | Karalo Hepoiteloto Maibuca      | Athlétisme             | Matie Stanley                  | Athlétisme            |
| 114   | Danemark                         | デンマーク (Denmāku)                                       | Jonas Warrer                    | Voile                  | Sara Slott Petersen            | Athlétisme            |
| 115   | Allemagne                        | ドイツ (Doitsu)                                            | Patrick Hausding                | Plongeon               | Laura Ludwig                   | Beach-volley          |
| 116   | Togo                             | トーゴ (Tōgo)                                              | Kokou Dodji Fanny               | Tennis de table        | Claire Ayivon                  | Aviron                |
| 117   | Dominique                        | ドミニカ国 (Dominika Koku)                                 | Dennick Luke                    | Athlétisme             | Thea LaFond                    | Athlétisme            |
| 118   | République dominicaine           | ドミニカ共和国 (Dominika Kyōwakoku)                        | Rodrigo Marte                   | Boxe                   | Prisilla Rivera                | Volley-ball           |
| 119   | Trinité-et-Tobago                | トリニダード・トバゴ (Torinidādo Tobago)                   | NC                              | NC                     | Kelly-Ann Baptiste             | Athlétisme            |
| 120   | Turkménistan                     | トルクメニスタン (Torukumenisutan)                         | Merdan Atayev                   | Natation               | Gulbadam Babamuratova          | Judo                  |
| 121   | Turquie                          | トルコ (Toruko)                                            | Berke Saka                      | Natation               | Merve Tuncel                   | Natation              |
| 122   | Tonga                            | トンガ (Tonga)                                             | Pita Taufatofua                 | Taekwondo              | Malia Paseka                   | Taekwondo             |
| 123   | Nigeria                          | ナイジェリア (Naijeria)                                    | Quadri Aruna                    | Tennis de table        | Odunayo Adekuoroye             | Lutte                 |
| 124   | Nauru                            | ナウル (Nauru)                                             | Jonah Harris                    | Athlétisme             | Nancy Genzel Abouke            | Haltérophilie         |
| 125   | Namibie                          | ナミビア (Namibia)                                         | Jonas Junias Jonas              | Boxe                   | Maike Diekmann                 | Aviron                |
| 126   | Nicaragua                        | ニカラグア (Nikaragua)                                     | Edwin Orlando Barberena Mercado | Tir                    | Sema Nancy Ludrick Rivas       | Haltérophilie         |
| 127   | Niger                            | ニジェール (Nijēru)                                        | Abdoulrazak Issoufou Alfaga     | Taekwondo              | Roukaya Moussa Mahamane        | Natation              |
| 128   | Nouvelle-Zélande                 | ニュージーランド (Nyūjīrando)                              | David Nyika                     | Aviron                 | Sarah Hirini                   | Rugby à sept          |
| 129   | Népal                            | ネパール (Nepāru)                                          | Alexander Shah                  | Natation               | Gaurika Singh                  | Natation              |
| 130   | Norvège                          | ノルウェー (Noruwē)                                        | Tomoe Hvas                      | Natation               | Anne Tuxen                     | Plongeon              |
| 131   | Bahreïn                          | バーレーン (Bārēn)                                         | Husain Al-Sayyad (en)           | Handball               | Noor Yusuf Abdulla             | Natation              |
| 132   | Haïti                            | ハイチ (Haichi)                                            | Darrelle Valsaint Jr.           |                        | Sabiana Anestor                | Judo                  |
| 133   | Pakistan                         | パキスタン (Pakisutan)                                     | Muhammad Khalil Akhtar          | Tir                    | Mahoor Shahzad                 | Badminton             |
| 134   | Panama                           | パナマ (Panama)                                            | Alonso Edward                   | Athlétisme             | Atheyna Bylon                  | Boxe                  |
| 135   | Vanuatu                          | バヌアツ (Banuatsu)                                        | Rio Rii                         | Aviron                 | NC                             | NC                    |
| 136   | Bahamas                          | バハマ (Bahama)                                            | Donald Thomas                   | Athlétisme             | Joanna Evans                   | Natation              |
| 137   | Papouasie-Nouvelle-Guinée        | パプアニューギニア (Papuanyūginia)                         | Morea Baru                      | Haltérophilie          | Loa Dika Toua                  | Haltérophilie         |
| 138   | Bermudes                         | バミューダ (Bamyūda)                                       | NC                              | NC                     | Dara Alizadeh                  | Aviron                |
| 139   | Palaos                           | パラオ (Parao)                                             | Adrian Justin Jimena Ililau     | Athlétisme             | Osisang Chilton                | Natation              |
| 140   | Paraguay                         | パラグアイ (Paraguai)                                      | Fabrizio Zanotti                | Golf                   | Verónica Cepede Royg           | Tennis                |
| 141   | Barbade                          | バルバドス (Barubadosu)                                    | Alex Sobers                     | Natation               | Danielle Titus                 | Natation              |
| 142   | Palestine                        | パレスチナ (Paresuchina)                                   | Mohammed Hamada                 | Haltérophilie          | Dania Nour                     | Natation              |
| 143   | Hongrie                          | ハンガリー (Hangarī)                                       | László Cseh                     | Natation               | Aida Mohamed                   | Escrime               |
| 144   | Bangladesh                       | バングラデシュ (Banguradeshu)                              | Ariful Islam                    | Natation               | NC                             | NC                    |
| 145   | Timor oriental                   | 東ティモール (Higashi Timōru)                              | Felisberto de Deus              | Athlétisme             | Imelda Ximenes Belo            | Natation              |
| 146   | Fidji                            | フィジー (Fijī)                                            | Taichi Vakasama                 | Natation               | Rusila Nagasau                 | Rugby à sept          |
| 147   | Philippines                      | フィリピン (Firipin)                                       | Eumir Marcial                   | Boxe                   | Kiyomi Watanabe                | Judo                  |
| 148   | Finlande                         | フィンランド (Finrando)                                    | Ari-Pekka Liukkonen             | Natation               | Satu Mäkelä-Nummela            | Tir                   |
| 149   | Bhoutan                          | ブータン (Būtan)                                           | Sangay Tenzin                   | Natation               | Bhu Karma                      | Tir à l'arc           |
| 150   | Porto Rico                       | プエルトリコ (Puerutoriko)                                 | Brian Afanador                  | Tennis de table        | Adriana Díaz                   | Tennis de table       |
| 151   | Brésil                           | ブラジル (Burashiru)                                       | Bruno Mossa de Rezende          | Volley-ball            | Ketleyn Quadros                | Judo                  |
| 152   | Bulgarie                         | ブルガリア (Burugaria)                                     | Josif Miladinov                 | Natation               | Maria Grozdeva                 | Tir                   |
| 153   | Burkina Faso                     | ブルキナファソ (Burukinafaso)                              | Hugues Fabrice Zango            | Athlétisme             | Angelika Sita Ouedraogo        | Natation              |
| 154   | Brunei                           | ブルネイ・ダルサラーム (Burunei Darusalāmu)                | Muhammad Isa Ahmad              | Natation               | NC                             | NC                    |
| 155   | Burundi                          | ブルンジ (Burunji)                                         | Belly-Cresus Ganira             | Natation               | Ornella Havyarimana            | Boxe                  |
| 156   | Samoa américaines                | 米領サモア (Amerikaryō Samoa)                              | Tanumafili Jungblut             | Haltérophilie          | Tilali Scanlan                 | Natation              |
| 157   | Îles Vierges des États-Unis      | 米領バージン諸島 (Amerikaryō Bājin Shoto)                  | Adriel Sanes                    | Natation               | Natalia Jean Kuipers           | Natation              |
| 158   | Vietnam                          | ベトナム (Betonamu)                                        | Nguyễn Huy Hoàng                | Natation               | Quách Thị Lan                  | Athlétisme            |
| 159   | Bénin                            | ベナン (Benin)                                             | Privel Hinkati                  | Aviron                 | Nafissath Radji                | Natation              |
| 160   | Venezuela                        | ベネズエラ (Benezuera)                                     | Antonio José Díaz               | Karaté                 | Karen León                     | Judo                  |
| 161   | Biélorussie                      | ベラルーシ (Berarūshi)                                     | Mikita Tsmyh                    | Natation               | Hanna Marusava                 | Tir à l'arc           |
| 162   | Belize                           | ベリーズ (Berīzu)                                          | Shaun Gill                      | Athlétisme             | Samantha Dirks                 | Athlétisme            |
| 163   | Pérou                            | ペルー (Perū)                                              | Lucca Mesinas                   | Surf                   | Daniella Rosas                 | Surf                  |
| 164   | Belgique                         | ベルギー (Berugī)                                          | Félix Denayer                   | Hockey sur gazon       | Nafissatou Thiam               | Athlétisme            |
| 165   | Pologne                          | ポーランド (Pōrando)                                       | Paweł Korzeniowski              | Natation               | Maja Włoszczowska              | Cyclisme              |
| 166   | Bosnie-Herzégovine               | ボスニア・ヘルツェゴビナ (Bosunia Herutsegobina)           | Amel Tuka                       | Athlétisme             | Larisa Cerić                   | Judo                  |
| 167   | Botswana                         | ボツワナ (Botsuana)                                        | Rajab Otukile Mahommed          | Boxe                   | Amantle Montsho                | Athlétisme            |
| 168   | Bolivie                          | ボリビア (Boribia)                                         | Gabriel Castillo                | Natation               | Karen Torrez                   | Natation              |
| 169   | Portugal                         | ポルトガル (Porudogaru)                                    | Nelson Evora                    | Athlétisme             | Telma Monteiro                 | Judo                  |
| 170   | Hong Kong                        | ホンコン・チャイナ (Honkon Chaina)                         | Cheung Ka Long                  | Escrime                | Tse Ying Suet                  | Badminton             |
| 171   | Honduras                         | ホンジュラス (Honjurasu)                                   | Julio Horrego                   | Natation               | Keyla Paola Avila Ramirez      | Taekwondo             |
| 172   | Îles Marshall                    | マーシャル諸島 (Māsharu Shotō)                             | Philip Kinono                   | Natation               | Colleen Furgeson               | Natation              |
| 173   | Madagascar                       | マダガスカル (Madagasukaru)                                | Tojonirina Andriantsitohaina    | Haltérophilie          | Damiella Nomenjanahary         | Judo                  |
| 174   | Malawi                           | マラウイ (Maraui)                                          | Areneo David                    | Tir à l'arc            | Jessica Makwenda               | Natation              |
| 175   | Mali                             | マリ (Mari)                                                | Seydou Fofana                   | Taekwondo              | NC                             | NC                    |
| 176   | Malte                            | マルタ (Maruta)                                            | Andrew Chetcuti                 | Natation               | Eleanor Bezzina                | Tir                   |
| 177   | Malaisie                         | マレーシア (Marēshia)                                      | Lee Zii Jia                     | Badminton              | Goh Liu Ying                   | Badminton             |
| 178   | Micronésie                       | ミクロネシア (Mikuroneshia)                                | Scott James Fiti                | Athlétisme             | Taeyanna Adams                 | Natation              |
| 179   | Afrique du Sud                   | 南アフリカ (Minami Afurika)                                | Chad le Clos                    | Natation               | Phumelela Luphumlo Mbande      | Judo                  |
| 180   | Soudan du Sud                    | 南スーダン (Minami Sūdan)                                  | Abraham Guem                    | Athlétisme             | Lucia Moris                    | Athlétisme            |
| 181   | Birmanie                         | ミャンマー (Myanmā)                                        | NC                              | NC                     | NC                             | NC                    |
| 182   | Mexique                          | メキシコ (Mekishiko)                                       | Rommel Pacheco                  | Plongeon               | Gabriela López                 | Golf                  |
| 183   | Maurice                          | モーリシャス (Mōrishasu)                                   | Richarno Colin                  | Boxe                   | Roilya Ranaivosoa              | Haltérophilie         |
| 184   | Mauritanie                       | モーリタニア (Mōritania)                                   | Abidine Abidine                 | Athlétisme             | Houleye Ba                     | Athlétisme            |
| 185   | Mozambique                       | モザンビーク (Mozanbīku)                                   | Kevin Loforte                   | Judo                   | Rady Adosinda Gramane          | Boxe                  |
| 186   | Monaco                           | モナコ (Monako)                                            | Quentin Antognelli              | Aviron                 | Xiaoxin Yang                   | Tennis de table       |
| 187   | Maldives                         | モルディブ (Morudibu)                                      | Mubal Azzam Ibrahim             | Natation               | Fathimath Abdul Razzaq         | Badminton             |
| 188   | Moldavie                         | モルドバ共和国 (Morudoba Kyōwakoku)                        | Dan Olaru                       | Tir à l'arc            | Alexandra Mirca                | Tir à l'arc           |
| 189   | Maroc                            | モロッコ (Morokko)                                         | Ramzi Boukhiam                  | Surf                   | Oumaïma Bel Ahbib              | Boxe                  |
| 190   | Mongolie                         | モンゴル (Mongoru)                                         | Duurenbayar Ulziibayar          | Judo                   | Khulan Onolbaatar              | Basket-ball           |
| 191   | Monténégro                       | モンテネグロ (Monteneguro)                                 | Draško Brguljan                 | Water-polo             | Jovanka Radičević              | Handball              |
| 192   | Jordanie                         | ヨルダン (Yorudan)                                         | Zeyad Eishaih Hussein Eashash   | Boxe                   | Julyana Al-Sadeq               | Taekwondo             |
| 193   | Laos                             | ラオス (Raosu)                                             | Santisouk Inthavong             | Natation               | Silina Pha Aphay               | Athlétisme            |
| 194   | Lettonie                         | ラトビア (Ratobia)                                         | Agnis Čavars                    | Basket-ball            | Jeļena Ostapenko               | Tennis                |
| 195   | Lituanie                         | リトアニア (Ritoania)                                      | Giedrius Titenis                | Natation               | Sandra Jablonskyte             | Judo                  |
| 196   | Libye                            | リビア (Ribia)                                             | Alhussein Ghambour              | Aviron                 | NC                             | NC                    |
| 197   | Liechtenstein                    | リヒテンシュタイン (Rihitenshutain)                        | Raphael Schwendinger            | Judo                   | Julia Hassler                  | Natation              |
| 198   | Liberia                          | リベリア (Riberia)                                         | Joseph Fahnbulleh               | Athlétisme             | Ebony Morrison                 | Athlétisme            |
| 199   | Roumanie                         | ルーマニア (Rūmania)                                       | Robert Glință                   | Natation               | Simona Radis                   | Aviron                |
| 200   | Luxembourg                       | ルクセンブルク (Rukusenburuku)                             | Raphaël Stacchiotti             | Natation               | Christine Majerus              | Cyclisme              |
| 201   | Rwanda                           | ルワンダ (Ruwanda)                                         | John Hakizimana                 | Athlétisme             | Alphonsine Agahozo             | Natation              |
| 202   | Lesotho                          | レソト (Resoto)                                            | NC                              | NC                     | NC                             | NC                    |
| 203   | Liban                            | レバノン (Rebanon)                                         | Nacif Elias                     | Judo                   | Ray Bassil                     | Tir                   |
| 204   | États-Unis                       | アメリカ合衆国 (Amerika Gasshūkoku)                        | Eddy Alvarez                    | Baseball               | Sue Bird                       | Basket-ball           |
| 205   | France                           | フランス (Furansu)                                         | Samir Aït Saïd                  | Gymnastique            | Clarisse Agbegnenou            | Judo                  |
| 206   | Japon                            | 日本 (Nippon)                                              | Rui Hachimura                   | Basket-ball            | Yui Susaki                     | Lutte                 |